# Academia Nacional de Ciencias (Estados Unidos)

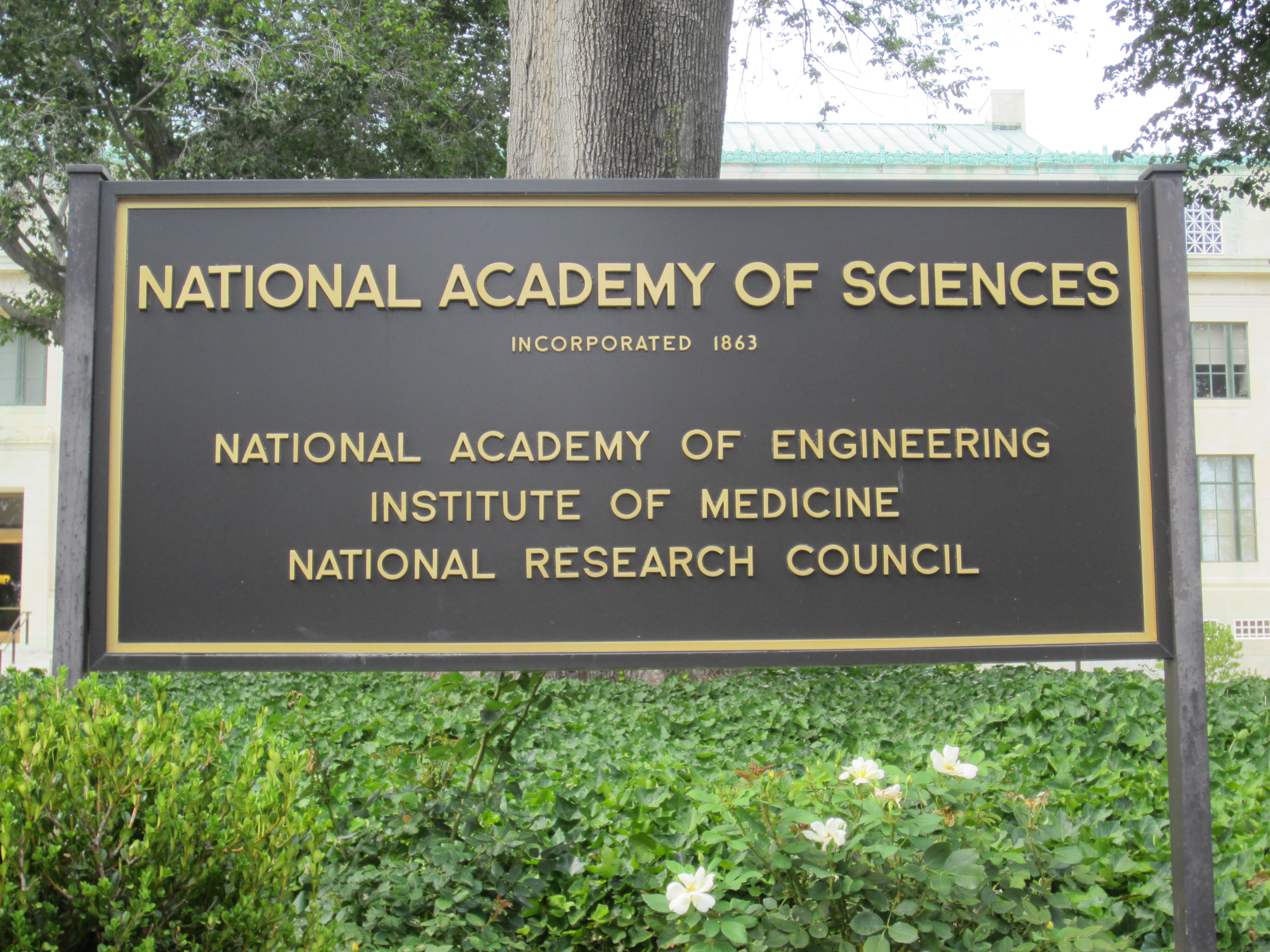
Placa en la entrada de la institución.

La Academia Nacional de Ciencias (NAS, por sus siglas en inglés) es una corporación estadounidense cuyos miembros sirven pro bono como "consejeros a la nación en ciencia, ingeniería y medicina." Edita, asimismo, la revista científica Proceedings of the National Academy of Sciences. Como una academia nacional, los nuevos miembros de la organización son elegidos anualmente por los miembros actuales, con base en sus logros distinguidos y continuos en la investigación original.
La Academia Nacional de Ciencias es parte de United States National Academies, que también incluye:
- Academia Nacional de Ingeniería (NAE)
- Instituto de Medicina (IOM)
- Consejo Nacional de Investigación (NRC)

El grupo tiene un estatuto del Congreso bajo el Título 36 del Código de los Estados Unidos.

## Origen
La guerra civil estadounidense provocó la necesidad de creación de una academia nacional de ciencias. La Ley de creación fue firmada por el presidente Abraham Lincoln el 3 de marzo de 1863, en el mismo acto se nombraron a 50 de sus miembros. Muchos procedían de la llamada American Scientific Lazzaroni, una red informal de científicos que trabajan en Cambridge, Massachusetts.

## Premios
La Academia otorga un número de diferentes premios, medallas y reconocimientos:
- General
  - John J. Carty Award for the Advancement of Science
  - NAS Award for Initiatives in Research
  - NAS Award for Scientific Reviewing
  - Medalla de Bienestar Público (considerado el más importante de la Academia)

- Astronomía/Astrofísica
  - Medalla Henry Draper
  - Medalla J. Lawrence Smith
  - Medalla James Craig Watson

- Física
  - Medalla Arctowski
  - Premio en Física Comstock
  - Alexander Hollaender Award in Biophysics

- Matemática y Ciencia de la Computación
  - NAS Award in Mathematics

- Ingeniería y Ciencia Aplicada
  - NAS Award in Aeronautical Engineering - ingeniería aeronáutica
  - Medalla Hermanos Gibbs - arquitectura naval, ingeniería naval
  - NAS Award para la aplicación industrial de la Ciencia

- Behavioral/Ciencia Social
  - NAS Award for Behavior Research Relevant to the Prevention of Nuclear War
  - Troland Research Awards

- Biología y Medicina
  - Alexander Hollaender Award in Biophysics
  - Medalla Jessie Stevenson Kovalenko
  - Richard Lounsbery Award
  - NAS Award in Molecular Biology
  - NAS Award in the Neurosciences
  - Medalla Gilbert Morgan Smith
  - Selman A. Waksman Award in Microbiology

- Química
  - Premio NAS en Ciencias Químicas - ingeniería química
  - NAS Award for Chemistry in Service to Society

- Earth and Environmental Sciences
  - Medalla Alexander Agassiz
  - Premio y Cátedra de Profesor Arthur L. Day
  - Medalla Daniel Giraud Elliot
  - Medalla Mary Clark Thompson
  - Medalla Charles Doolittle Walcott
  - Premio G. K. Warren

## Presidentes de la Academia Nacional de Ciencias
1. Alexander Dallas Bache (1863-1867)
2. Joseph Henry (1868-1878)
3. William Barton Rogers (1879-1882)
4. Othniel Charles Marsh (1883-1895)
5. Wolcott Gibbs (1895-1900)
6. Alexander Agassiz (1901-1907)
7. Ira Remsen (1907-1913)
8. William Henry Welch (1913-1917)
9. Charles Doolittle Walcott (1917-1923)
10. Albert Abraham Michelson (1923-1927)
11. Thomas Hunt Morgan (1927-1931)
12. William Wallace Campbell (1931-1935)
13. Frank Rattray Lillie (1935-1939)
14. Frank Baldwin Jewett (1939-1947)
15. Alfred Newton Richards (1947-1950)
16. Detlev Wulf Bronk (1950-1962)
17. Frederick Seitz (1962-1969)
18. Philip Handler (1969-1981)
19. Frank Press (1981-1993)
20. Bruce Alberts (1993-2005)
21. Ralph J. Cicerone (2005-)

- Datos: Q270794
- Multimedia: United States National Academy of Sciences / Q270794